# CSI犯罪現場：邁阿密
《CSI犯罪現場：邁阿密》（英語：CSI: Miami）是哥倫比亞廣播公司電視劇《CSI犯罪現場》（CSI）的衍生影集。與原CSI影集一樣，《CSI犯罪現場：邁阿密》是一齣關於一群鑑識科學家的刑事電視影集。故事背景是設定在今日美國佛羅里達州的邁阿密。在北美平均每一集約有2千萬個觀眾收看，使得它成為星期一收視第一的影集，也是最多人收看的影集。這個系列影集在全世界幾十個國家都有播出，它是由亞特蘭提斯同盟（Alliance Atlantis）行銷至國際間。影集於2002年9月23日首播。
小組成員調查神秘與不尋常的死因，以判定是誰以及如何殺了他們。成員們也會解決一些其他的重罪，例如強姦罪的採證，但這個系列影集的主題仍以謀殺案件為主。
2012年5月13日，CBS宣布取消本片，《犯罪现场调查：迈阿密》将只有十季。

## 劇集介紹
- 主題曲是《不再上當》（Won't Get Fooled Again），是1960年代英國搖滾樂團「何許人合唱團」（The Who）的作品。誰樂團的作品同時也被《CSI犯罪現場》（《你是誰？》（Who Are You?））以及《CSI犯罪現場: 紐約》（《巴巴·歐萊禮》（Baba O'Riley））所採用。
- 自2000年的犯罪现场调查大受歡迎之後兩年，衍生本系列犯罪现场调查：迈阿密。本劇目是在加州的曼哈顿海滩的洛杉磯國際機場一間舊倉庫拍攝，附近的海灘都被利用在拍攝中；CSI總部是在美国联邦航空管理局轄下的储蓄互助社所拍攝，實景拍攝全無邁阿密地區，而部分外景是在巴西所拍攝[3]。
- 元組係列犯罪现场调查的第2季22集引出迈阿密的CSI，自此犯罪现场调查：迈阿密係列開播。而犯罪现场调查：迈阿密的首播集與犯罪现场调查的第2季22集是同一集。
- 邁阿密篇和CSI犯罪現場的職業定位有所區別，CSI犯罪現場的角色是屬於刑事鑑證的科学家，而邁阿密篇和紐約篇的角色均隸屬於警察部門，而邁阿密篇的角色職業是屬於縣警察與科學家混搭的職業設定，所以與紐約篇的角色一樣能夠持有槍械。本作的角色與其他兩個係列不同，可以穿便服而不需要穿上鑑證人員的制服背心在現場搜證。拍攝手法充斥着晴天和陽光的城市風格，明亮且昏黃的鏡頭比較明顯；故事中海岸線、海嘯案件多次被描寫到，汽車追逐、槍戰、爆炸等場面經常出現。
- 在第2季第4集 Death Grip，環保人士傑考溫（Jeff Corwin，是動物星球頻道知名節目《傑考溫闖天下》的主持人）應邀演出，幫助探員們從一隻活生生的鱷魚肚子裡取出一隻人類的腳。
- 第2季的23集，主角何瑞修到紐約辦案，并與犯罪现场调查：紐約的主角麥克共同追捕一名兇手。引出犯罪现场调查：紐約，同時新系列犯罪现场调查：紐約在此集後衍生開播。交錯劇情（crossover）章節有特別收錄在《CSI犯罪現場: 紐約》的第1季套裝中。
- 另一次紐約與邁阿密間的劇情交錯出現在11月7日（《CSI犯罪現場：邁阿密》）與11月9日（《CSI犯罪現場：紐約》）。劇情描述一件墜機事件以及一個逃脫的連續殺人兇手，兩組人馬都有參與演出。瑪丹娜的一首新歌在這兩集開始播映時都各出現一次。
- 第4季交錯劇情的這一集，它的下集是《CSI犯罪現場：紐約》的這一集。這是第一次在某個影集裡面所發生的案件，卻在另一個影集裡獲得解決。這也是第一次影集出現交錯劇情目的不是為了介紹新的衍生影集。
- 第8季的交錯劇情是第七集「Bone Voyage」，它的下集是《CSI犯罪現場：紐約》第6季的第七集「Hammer Down」，直到《CSI犯罪現場》第10季的第七集The Lost Girls方暫告一段落，案件涉及一個龐大的黑幫組織在全美綁架女孩，用於賣淫、代理孕母和摘取器官的慘忍犯罪，多名女孩無辜被殺，但三集過後本案並未解決。這次的交錯劇情主要在介紹CSI犯罪現場的新主角雷蒙·藍斯頓。

## 角色介紹

### 主角
- 何瑞修·肯恩（Horatio Caine）：大衛·卡羅素（David Caruso）飾演

是邁阿密戴德郡犯罪實驗室的主管，曾經是炸彈拆除小組的警官，現在是鑑識分析師。他致力於保護善良百姓，尤其是對於婦女及小孩，部分影迷們開玩笑地稱他為「全美婦孺之友」。他的招牌動作是戴上與拿下他的太陽眼鏡（該副太陽眼鏡是艾瑞克當警察前送給何瑞修的禮物）每一集都會表演很多次。 有人因為他淡出鏡頭的動作稱他為 「何公飄」，甚至金凱瑞也曾經在電視上模仿過。在前三季裡，何瑞修的背景故事（關於他弟弟的）慢慢地被揭露。在第四季裡，在先前這條故事線結束後，另外一部份關於他的過去也開始被揭露。在編號408的這一集裡，肯恩發現紐約的一個地方檢察官開始調查他與殺母兇手被謀殺這件事之間的關聯。第四季中何瑞修和艾瑞克的姊姊瑪莉索有感情的發展，但兩人短暫的姻緣隨著瑪莉索遭到槍殺而結束。而在第六季亦揭明過往他化名擔任臥底時，曾經與一名護士發生感情，並生下一子凱爾，但凱爾卻因為犯罪而在第六季的第一集被逮捕，整個第六季的劇情都是伴隨他跟凱爾及其母親的關係和凱爾所犯的案件展開。
- 卡莉·杜肯（Calleigh Duquesne）：艾蜜莉·普克特（Emily Procter）飾演

彈道學專家，出生於路易西安那州達尼爾（Darnell），西班牙語十分流利，曾在圖蘭大學（Tulane University）獲得物理學學士學位。在紐奧爾良警察局工作的時候，她有個綽號叫「子彈女孩」，後來調到邁阿密警局。父親是個多次戒酒失敗的酗酒律師，母親據信應該還住在路易西安那。跟父親感情很好，她爸爸叫她的小名是"Lamb"。第七季在办案中遭遇突发火灾，生命遇险，幸好在医院得到Alexx的抢救脱险。第九季則因演員艾蜜莉·波克特本人懷孕待產，而多數鏡頭都是坐著，避開肚子。
- 艾瑞克·戴可：亞當·羅德瑞茲（Adam Rodriguez）飾演

指紋與藥品辨識專家，何瑞修的小舅子，土生土長於邁阿密，曾在邁阿密大學獲得化學學士學位。母親古巴人，所以西班牙語和俄語都很流利。是劇情設定中唯一有正式潛水資格的組員，當情況需要時，達可在小組裡通常是扮演蛙人的角色。在集數編號410這一集裡，達可被控藏匿毒品因而危害了他的工作。不過後來證實他買這些藥是為了幫助他重病的姊姊Marisol減少癌症的疼痛。他在第五季中差點因恐怖分子槍擊而身亡，最後在危急關頭被一劑強心劑救回。而第七季的劇情也揭露出他的父親乃是一名黑道大豪，並雇傭殺手要將他除掉，直到第八季為止這些事情才告一段落，同時也讓艾瑞克心生對短暫生命的無奈，而退出CSI行列。但在第八季客串部份演出，最後幾集更是密集現身，於最後一集（24集）向何瑞修提出重回CSI的要求，何瑞修接受請求，艾瑞克重回CSI。
- 萊恩.沃夫（Ryan Wolfe）：強納森·托哥（Jonathan Togo）飾演

是一個想進入實際鑑識工作的基層巡邏員警。何瑞修僱用他以遞補已殉職的史畢的位置，因為他不僅有足夠的技術，而且他平時有注意保養他的配槍——史畢就是忽略了這個防備措施才殉職的。他瞭解到自己永遠無法取代史畢的地位，只能盡力地成為小組的一員。沃夫首次出現在這一集，不過直到這一集之後才變成常態演出。在集數編號408的這一集裡，雷恩的右眼眼角被釘槍射中，傷勢初期對他造成了某種程度的影響，但在就醫治療後已無大礙。沃夫在新一季，第五季第22集因為賭博而被開除了，第六季又重新歸隊。
- 娜塔莉亞·波娃·薇絲塔（Natalia Boa Vista）：伊芙·拉茹（Eva Larue）飾演

第四季才加入實驗室的拉丁美洲裔DNA分析員，主要任務為分析關於懸案以及舊案的DNA證據。由於她的聯邦僱約的限制，所以只能處理非熱門案件或是懸案。在第五季中已被扶正。曾經有過一次因家暴而結束的婚姻，而和艾瑞克也有一段曖昧的關係，而在第四季末也證實她原是檢察官辦公室所安排的眼線。第五季角色更加重要，成為正式的鑑識人員，已不是配角了。第一次跟何瑞修見面是在1997年，何瑞修到FBI要求進行PCR實驗時。
- 華特·西蒙斯（Walter Simmons） ：奧馬·班森·米勒（Omar Benson Miller）飾演

在第八季第三集出場，夜班的犯罪現場攝影師，在Travers出庭當專家證人的時候就身兼數職，調往日班和何瑞修·肯恩的小組一起工作。
- 法蘭克·崔普（Frank Tripp）：雷克斯·林恩（Rex Linn）飾演

重案組探員。前幾季偶爾出現，在第四季變成常態出現的角色。已婚，但妻子為了和他離婚而暗中請人去誘惑他好獲得對自己有利的證據，被艾瑞克查到此事時而大表不滿，最後與妻子離婚。在調查古巴偷渡客遭地雷炸死案件時誤踩埋設的地雷，但最後被防爆小組成功拆除地雷而獲救。

### 其他配角
- 泰勒·簡森（Tyler Jensen）：布萊恩·波斯（BrianPoth）飾演

實驗室技師，專長是多媒體分析。
- 瑞克·史特勒（Rick Stetler）：大衛·李·史密斯（David Lee Smith）飾演

第2季開始出現，內務部警官，何瑞修的死對頭。後來他與椰莉娜交往，不過她在第3季結尾時與她丈夫一起離開。他對肯恩相當不友善，據信是因為後者取代他晉陞為組長的挫敗感使然。他認為肯恩一定是搞了一些「小動作」才獲得這個職位的。在第八季23集被證實是警方的內鬼，不斷偷竊各種扣銷的證物變賣牟獲暴利。
- 麥欣·薇樂拉（Maxine Valera）：波提·安·布莉絲（Boti Ann Bliss）飾演

分析師，第2季開始出現。在第3季因把性侵被害者資料輸入系統而被停職，於第4季再度出現。
- 彼得·艾略特（Peter Elliott）：麥克·西爾弗（Michael B. Silver）飾演

第2季開始出現，美國特勤局經濟犯罪部門的探員。在實驗室檢驗犯罪現場所查扣的鈔票真偽時會登場，並協助檢驗。
- 約瑟夫·凱爾（Joseph Kayle）：小萊斯里·歐多姆（Leslie Odom Jr.）飾演

第2季開始出現，實驗室技師。
- 亞倫·彼得斯（Aaron Peters）：亞曼多·維得-甘迺迪（Armando Valdes-Kennedy）飾演

第3季開始出現，實驗室技師。
- 丹·庫柏（Dan Cooper）：布蘭登·費爾（Brendan Fehr）飾演

第4季開始出現，新來的影音分析師，於第六季第四集時使用已過世史畢的信用卡，觸犯法律，因而離開實驗室，并对卡莉怀恨于心，制作针对卡莉的恶意网站，公布她的个人信息并导致卡莉被坏人绑架。
- 吉姆·馬肯（Jim Markham）：約書亞李歐納（Joshua Leonard）飾演

只在402、404、410這三集裡出現過，負責檢查槍械和子彈，三集裡都只有和卡莉有對手戲，是一個很懶散的人，因為常常把證物放著而不進行檢驗而被卡莉教訓，還曾經認為「毒販槍殺了毒販，這是沒有受害人的案件」，在沒有他出現的一些集數中，從小組的對話中得知他經常請假或不見人影，要讓其他人來代替他的工作，410之後應該是被調走了（410中卡莉曾提過可以把他調走）。另外，演員Joshua Leonard也曾參演CSI:NY的105，飾演其中一個嫌疑犯。

### 離開的角色
- 梅根·唐那（Megan Donner）：金·迪蘭妮（Kim Delaney）飾演

出現在第1季前11集。曾經擔任何瑞修現在的職位，在哀悼完喪夫之痛後回到工作崗位之後降級成為一個調查員，但是之後還是因為受不了喪夫之痛所造成的壓力而離職。她的角色在第1季第11集之後離開的原因，主要是因為她和卡羅素之間合作默契不夠，缺少共同語言。
- 提姆· 「史畢」·史畢鐸（Tim "Speed" Speedle）：羅瑞·寇克蘭（Rory Cochrane）飾演

出現在前兩季。證據追蹤與壓痕專家，出生於紐約州西拉鳩斯市（Syracuse），曾在哥倫比亞大學獲得生物學學位。史畢在第3季第1集一開始就在任務中陣亡，劇中他的武器在槍戰時故障。他的角色離開的原因是因為本人的請求。寇克蘭希望可以發展他的電影事業，而且他不是很喜歡影集冗長的拍攝行程。在604當中重返，飾演因戴可第五季中腦部受傷，而產生的史畢的幻覺。
- 椰莉娜·沙拉斯（Yelina Salas）：蘇菲亞·米洛斯（Sofia Milos）飾演

出現在第2、3季。一個常常跟一起調查的重案組探員，也是何瑞修弟弟雷蒙的遺孀。她後來與何瑞修的死對頭，內務部的警官瑞克·史特勒（Rick Stetler）交往。在第3季最後發現她的丈夫雷蒙其實並沒有死，為了確保他的安全，她帶著兒子與他一起前往巴西躲藏。在巴西發生事情後，回到邁阿密當起私家偵探。
- 艾利絲·伍德醫生（Alexx Woods）：甘蒂·亞歷山大（Khandi Alexander）飾演

邁阿密達德郡的驗屍官。艾利絲的醫生生涯從當一名實習醫師開始，後來她離開紐約來到邁阿密擔任驗屍官。她有一個古怪的習慣就是在驗屍的時候跟屍體講話，通常是想要讓死者死後可以更為安詳。已婚，育有一子一女。在第六季19集，由於兒子陷入兇殺案，而退出實驗室。在退出實驗室後他成為醫院義工，在後來的不少劇情中皆有出場為人員手術治療的戲份。
- 塔拉·普萊斯醫生（Dr. Tara Price ）：美嘉琳·伊絲昆沃克（Megalyn Echikunwoke）飾演，自第七季加入的新角色，也是接替退出的Alexx醫生的邁阿密達德郡的驗屍官。在第七季中曾不斷出現偷取實驗室藥物證據的伏筆。直到同一季後期偷藥的行為才被視作造成Julia在實驗室持槍恐嚇的起因，而以重大偷竊罪及盜竊損毀證據罪被捕。
- 瑪麗莎·戴可（Marisol Delko）：雅蘭娜‧德‧拉‧加薩(Alana de la Garza)飾演

為艾瑞克·戴可（Eric Delko）的姊姊，四季12集中因為購買海洛因被捕，在何瑞修幫忙下脫罪劇末瑪麗莎邀請何瑞修共進晚餐，兩人開始正式交往，四季23集中和何瑞修結婚步入禮堂，在四季24集中遭Antonio Riaz的手下Memmo Fierro槍殺身亡，五季一集中何瑞修和艾瑞克一路追殺到巴西，在直昇機停機坪旁何瑞修正當防衛下殺了Antonio Riaz。
- 約翰·哈根（John Hagen）：赫特·麥卡藍（Holt McCallany）飾演

第1至3季中出現，重案組探員，有情緒與心理方面的問題。他與卡莉在第2季曾經交往一段短暫的時間。在第3季結尾的時候，他先是在办案现场悄悄用抢指卡莉的头并拉下擊錘，最后在卡莉進行扳机聲音甄別實驗的彈道實驗室舉槍自殺，當時卡莉也在場。
- 艾得莉·莎薇拉（Adelle Sevilla）：汪達·狄耶穌（Wanda de Jesus）飾演

第1季中出現，拉丁美洲裔的重案組探員，常常跟小組一起出任務。她大約演出了10集。
- 傑西·卡多薩（Jesse Cardoza） ：艾迪·斯比安（Eddie Cibrian）飾演

1973年6月18日生於加利福尼亞州Burbank，在第八季第一集中艾瑞克·戴可從沼澤區脫險後，以回顧的方式登場，傑西因為妻子被其外遇對象Tony Enright謀殺，在偵辦該謀殺案中的關鍵證物遺失，背負上不名譽的罪名而請調洛杉磯，同時推薦了聖皮特分局的提姆·史畢。劇中第八季第二集中又調回邁阿密，第八季第十六集才在何瑞修·肯恩的幫助下恢復聲譽。在第九季第一集中，因實驗室被放入毒氣，雖然其他人平安無事，但唯有他因吸入過多毒氣昏迷並撞擊到頭部而死。

## 集名列表
每集的故事大綱請見CSI犯罪現場：邁阿密章節列表。

## 其他章節
1. －2002年5月9日（初登場）

## 收視率
| Season | Episodes | Timeslot (ET)     | Original Airing    | Original Airing | Original Airing | Rank | Viewers (in millions) |
| Season | Episodes | Timeslot (ET)     | Season Premiere    | Season Finale   | TV Season       | Rank | Viewers (in millions) |
| ------ | -------- | ----------------- | ------------------ | --------------- | --------------- | ---- | --------------------- |
| 1st    | 24       | Monday 10:00pm/9c | September 23, 2002 | May 19, 2003    | 2002–2003       | #12  | 16.57                 |
| 2nd    | 24       | Monday 10:00pm/9c | September 22, 2003 | May 24, 2004    | 2003–2004       | #9   | 18.06                 |
| 3rd    | 24       | Monday 10:00pm/9c | September 20, 2004 | May 23, 2005    | 2004–2005       | #7   | 19.00                 |
| 4th    | 25       | Monday 10:00pm/9c | September 19, 2005 | May 22, 2006    | 2005–2006       | #9   | 18.12                 |
| 5th    | 24       | Monday 10:00pm/9c | September 18, 2006 | May 14, 2007    | 2006-2007       | #10  | 17.10                 |
| 6th    | 21       | Monday 10:00pm/9c | September 24, 2007 | May 19, 2008    | 2007–2008       | #12  | 16.45                 |
| 7th    | 25       | Monday 10:00pm/9c | September 22, 2008 | May 18, 2009    | 2008–2009       | #13  | 14.22                 |
| 8th    | 24       | Monday 10:00pm/9c | September 21, 2009 | May, 2010       | 2009-2010       | #20  | 13.63 (to date)       |

## 冷知識
- 首次出現是在《CSI犯罪現場》的第2季（集數編號222），當調查員凱薩琳·韋羅斯（Catherine Willows）與華瑞克·布朗（Warrick Brown）（分別由瑪格·海根柏格（Marg Helgenberger）與蓋瑞·杜爾登（Gary Dourdan）飾演），在一個殺人兇手挾持一對母女逃離拉斯維加斯之後，在邁阿密發現小女孩一個人遊蕩，所以前往當地調查。
- 在節目剛開始的演員名單介紹時，演員的名字是由下列的數學公式變換而成的：
  - {\displaystyle 4y-1=3b[Nh]} 變成大衛·卡羅素（David Caruso）
  - {\displaystyle 3a1-x=[A9Xy]} 變成艾蜜莉·波克特（Emily Procter）
  - {\displaystyle 3b+N=7bn1[6A]} 變成亞當·羅德瑞茲（Adam Rodriguez）
  - {\displaystyle X-T4a=[7h]3XyNh} 變成甘蒂·亞歷山大（Khandi Alexander）
  - {\displaystyle A1b+B2c=R4} 變成金·迪蘭妮（Kim Delaney）
  - {\displaystyle [7b]=6m+[3h]} 變成強納森·托哥（Jonathan Togo）
  - {\displaystyle [3h]+[7b]=6m} 變成羅瑞·寇克蘭（Rory Cocahrane）
  - {\displaystyle 2b+4a=[7h]3} 變成艾迪·斯比安（）

## 各地播映情形
- 拉丁美洲：
- 奥地利：
- 加拿大：，[Showcase Television] 错误：{{Lang}}：无效参数：|3=（帮助）（重播）
- 比利时：
- 法國：
- 德国：（之前是）
- 匈牙利：
- 爱尔兰：
- 冰島：
- 印度尼西亞：
- 以色列：
- 義大利：，
- 芬兰：
- 蒙特內哥羅：
- 荷蘭：
- 新西兰：，
- 挪威：
- 波蘭：
- 葡萄牙：，
- 俄羅斯：
- 南非：
- 西班牙：，
- 臺灣：
- 香港：亞洲電視國際台，
- 英国：，（重播）
- 美国：哥倫比亞廣播公司，（重播）
- 中华人民共和国：华娱卫视
- 日本：東京電視台，

### 重播權
A&E Network電視網每週日晚上重播。這家電視網早在第一季播映時就已經以一集一百萬美金的價格買下了重播權。

## 外部連結
- 互联网电影数据库（IMDb）上《CSI犯罪現場：邁阿密》的资料（英文）
- MBC上的資料（页面存档备份，存于）
- CSI: Miami Episode Guide （页面存档备份，存于） on CSI Files